# New Way to Be Human
New Way to Be Human es el segundo álbum de estudio de la banda estadounidense Switchfoot. Fue lanzado el 13 de marzo de 1999, bajo el sello independiente re:think Records, que fue distribuido por Sparrow Records. La canción "Only Hope" fue incluida en la película A Walk to Remember y los temas "New Way to Be Human," "Something More (Augustine's Confession)" y "I Turn Everything Over"  recibió buena sustancial en la radio cristiana.

## Lista de canciones
| N.º | Título                                    | Escritor(es)                        | Duración |  |
| 1.  | «New Way to Be Human»                     | Jon Foreman, Douglas Kaine McKelvey | 3:36     |  |
| 2.  | «Incomplete»                              | Jon Foreman, Tim Foreman            | 4:13     |  |
| 3.  | «Sooner or Later (Soren's Song)»          |                                     | 3:58     |  |
| 4.  | «Company Car»                             |                                     | 3:13     |  |
| 5.  | «Let That Be Enough»                      |                                     | 2:38     |  |
| 6.  | «Something More (Augustine's Confession)» | Jon Foreman, Douglas Kaine McKelvey | 4:00     |  |
| 7.  | «Only Hope»                               |                                     | 4:13     |  |
| 8.  | «Amy's Song»                              |                                     | 4:30     |  |
| 9.  | «I Turn Everything Over»                  |                                     | 3:21     |  |
| 10. | «Under the Floor»                         |                                     | 3:55     |  |

## Personal
Switchfoot
- Jon Foreman - guitarra, coros.
- Tim Foreman - bajo, coros.
- Chad Butler  - batería, percusión.